# Buzet
Buzet (ital. Pinguente) je istrsko mesto z okoli 2300 prebivalci (2025) in sedež istoimenske občine s statusom mesta (hrv. Grad Buzet) z okoli 6.000 prebivalci, ki upravno spada v Istrsko županijo.

## Lega
Buzet, staro naselje leži na griču nad reko Mirno v osrednjem delu severne Istre ob cesti, ki povezuje Slovenijo prek mejnega prehoda Sočerga s hrvaško avtocesto , novejše naselje pa raste ob vznožju vzpetine Fontana.

## Zgodovina
V času rimskega imperija se je današnji Buzet imenoval Pinguentum. V srednjem veku je bilo naselje, ki je bilo v lasti oglejskih patriarhov in je v starih listinah prvič omenjeno leta 804, že utrjeno s fortifikacijami. Kasneje je mesto prehajalo v last raznih fevdalnih družin. Od leta 1421 je mesto z okolico pripadalo Beneški republiki, katere vladavina je trajala vse do leta 1797. V Drugi polovici 15. stoletja so ga večkrat oblegali Turki.
Po propadu Serenissime je Buzet skupaj s preostalo Istro za kratek čas spadal pod Napoleonovo Francijo. Od leta 1797 do leta 1813 so si Francozi in Avstrijci podajali celotno ozemlje Istre.
Po Napoleonovem porazu v Rusiji in pri Waterloo-ju je Buzet po določbah Dunajskega kongresa ostal pod avstrijsko nadoblastjo. Z razpadom Avstro-Ogrske ob koncu prve svetovne vojne leta 1918 in po podpisu mirovne pogodbe v Rapallu novembra 1920, je bil s preostalo Istro v okviru Italije, vse do konca druge svetovne vojne, ko je postal del Jugoslavije, z razglasitvijo neodvisnosti Hrvaške leta 1991 pa hrvaško mesto.

## Arhitektura
Današnjo podobo je mestece dobilo v času beneške vladavine. Tedaj so se gradile mestne utrdbe, na katere so se kasneje ponekod nadzidali stanovanjski objekti. Ohranjeno je dvoje mestnih vrat, glavna iz 1547 in severna iz 1592. Na terasi glavnega trga je v skalo izklesana ploščad, na kateri stoji 1784 obnovljena župnijska cerkev v kateri je, kakor tudi v Drugih cerkvah v Buzetu in okolici (sv. Juraj na vrhu mestnega griča, iz začetka 17. stol.; baročna cerkev sv. Ante; sv. Marije Magdalene iz 1325 in sv. Ivana iz 1634) veliko zanimivih cerkvenih predmetov in več slik naslikanih v beneških delavnicah v 17. in 18. stoletju. Tu stoji ohranjen tudi eden najlepših istrskih vodnjakov. V bližini Buzeta so odkrili tri zgodnjesrednjeveška pokopališča (langobardsko iz obdobja okoli leta 600 n. št.; bizantinsko iz 7. - 8. stol. in starohrvaško iz 9. -10. stoletja. V mestu je muzej z bogato arheološko, etnografsko in zgodovinsko zbirko.
 Zahodno od mesteca ob pritoku Mirne potoku Bračan na previsni skali stojijo ruševine enega najstarejših gradov in trdnjav v Istri grad Petrapilosa.

## Demografija
| Pregled števila prebivalcev po letih | Pregled števila prebivalcev po letih | Pregled števila prebivalcev po letih | Pregled števila prebivalcev po letih | Pregled števila prebivalcev po letih | Pregled števila prebivalcev po letih | Pregled števila prebivalcev po letih | Pregled števila prebivalcev po letih | Pregled števila prebivalcev po letih | Pregled števila prebivalcev po letih | Pregled števila prebivalcev po letih | Pregled števila prebivalcev po letih | Pregled števila prebivalcev po letih | Pregled števila prebivalcev po letih | Pregled števila prebivalcev po letih |      |
| ------------------------------------ | ------------------------------------ | ------------------------------------ | ------------------------------------ | ------------------------------------ | ------------------------------------ | ------------------------------------ | ------------------------------------ | ------------------------------------ | ------------------------------------ | ------------------------------------ | ------------------------------------ | ------------------------------------ | ------------------------------------ | ------------------------------------ | ---- |
| 1857                                 | 1869                                 | 1880                                 | 1890                                 | 1900                                 | 1910                                 | 1921                                 | 1931                                 | 1948                                 | 1953                                 | 1961                                 | 1971                                 | 1981                                 | 1991                                 | 2001                                 | 2021 |
| 422                                  | 458                                  | 545                                  | 565                                  | 590                                  | 571                                  | 2853                                 | 2638                                 | 709                                  | 614                                  | 651                                  | 853                                  | 1742                                 | 1854                                 | 1721                                 | 2339 |

## Galerija slik
- Buzet, kolodvor
- Novi del mesta